# Guillermo Enrique Guerrero
Guillermo Enrique Guerrero (Catarama, Ecuador; 15 de abril de 1985) es un árbitro de fútbol ecuatoriano. Es árbitro internacional FIFA desde 2017.

## Trayectoria
Guillermo Enrique Guerrero es un árbitro ecuatoriano que ha dirigido varios partidos nacionales e internacionales, debutó en el año 2015 y es internacional FIFA desde 2017, así ha dirigido varios partidos de Copa Conmebol Libertadores y la Copa Conmebol Sudamericana, de igual manera ha dirigido varios partidos en el Campeonato Ecuatoriano de Fútbol y Copa Ecuador. En torneos FIFA dirigió en la Copa Mundial de Fútbol Sub-17.

## Internacional
En el plano internacional debutó el año 2017 en el Campeonato Sudamericano de Fútbol Sub-20 de 2017, fue convocado para la Copa Libertadores Sub-20 de 2018, la Copa Sudamericana 2019 y Copa Libertadores 2019. También fue parte de la nómina oficial de árbitros de la Copa América 2021 disputada en Brasil.

### Participaciones en Copas del Mundo Sub-17
| Copa Mundial de Fútbol Sub-17 de 2019 – Brasil | Copa Mundial de Fútbol Sub-17 de 2019 – Brasil | Copa Mundial de Fútbol Sub-17 de 2019 – Brasil | Copa Mundial de Fútbol Sub-17 de 2019 – Brasil | Copa Mundial de Fútbol Sub-17 de 2019 – Brasil | Copa Mundial de Fútbol Sub-17 de 2019 – Brasil | Copa Mundial de Fútbol Sub-17 de 2019 – Brasil | Copa Mundial de Fútbol Sub-17 de 2019 – Brasil |
| Fecha                                          | Partido                                        | Sede                                           | Fase                                           | Amonestado                                     | Otorgado · Otorgado otra vez · Expulsado       | Expulsado                                      | Anotado · Penal                                |
| ---------------------------------------------- | ---------------------------------------------- | ---------------------------------------------- | ---------------------------------------------- | ---------------------------------------------- | ---------------------------------------------- | ---------------------------------------------- | ---------------------------------------------- |
| 30 de octubre de 2019                          | Estados Unidos 0 – 0 Japón                     | Cariacica                                      | Fase de grupos                                 | 1                                              | 0                                              | 0                                              | 0                                              |
| 6 de noviembre de 2019                         | España 2 – 1 Senegal                           | Goiânia                                        | Octavos de final                               | 4                                              | 0                                              | 0                                              | 0                                              |
| 14 de noviembre de 2019                        | México 1 – 1 Países Bajos                      | Gama                                           | Semifinales                                    | 0                                              | 0                                              | 0                                              | 0                                              |

### Participaciones en Campeonatos Sudamericanos
| Campeonato Sudamericano de Fútbol Sub-20 de 2023 – Colombia | Campeonato Sudamericano de Fútbol Sub-20 de 2023 – Colombia | Campeonato Sudamericano de Fútbol Sub-20 de 2023 – Colombia | Campeonato Sudamericano de Fútbol Sub-20 de 2023 – Colombia | Campeonato Sudamericano de Fútbol Sub-20 de 2023 – Colombia | Campeonato Sudamericano de Fútbol Sub-20 de 2023 – Colombia | Campeonato Sudamericano de Fútbol Sub-20 de 2023 – Colombia | Campeonato Sudamericano de Fútbol Sub-20 de 2023 – Colombia |
| Fecha                                                       | Partido                                                     | Sede                                                        | Fase                                                        | Amonestado                                                  | Otorgado · Otorgado otra vez · Expulsado                    | Expulsado                                                   | Anotado · Penal                                             |
| ----------------------------------------------------------- | ----------------------------------------------------------- | ----------------------------------------------------------- | ----------------------------------------------------------- | ----------------------------------------------------------- | ----------------------------------------------------------- | ----------------------------------------------------------- | ----------------------------------------------------------- |
| 19 de enero de 2023                                         | Perú 0 – 3 Brasil                                           | Cali                                                        | Fase de grupos                                              | 2                                                           | 0                                                           | 0                                                           | 1                                                           |
| 27 de enero de 2023                                         | Colombia 1 – 0 Argentina                                    | Cali                                                        | Fase de grupos                                              | 5                                                           | 0                                                           | 0                                                           | 0                                                           |
| 6 de febrero de 2023                                        | Paraguay 0 – 2 Brasil                                       | Bogotá                                                      | Fase final                                                  | 4                                                           | 0                                                           | 0                                                           | 0                                                           |
| Torneo Preolímpico Sudamericano Sub-23 de 2020 – Colombia   |                                                             |                                                             |                                                             |                                                             |                                                             |                                                             |                                                             |
| Fecha                                                       | Partido                                                     | Sede                                                        | Fase                                                        | Amonestado                                                  | Otorgado · Otorgado otra vez · Expulsado                    | Expulsado                                                   | Anotado · Penal                                             |
| 9 de febrero de 2020                                        | Colombia 1 – 3 Uruguay                                      | Bucaramanga                                                 | Fase final                                                  | 7                                                           | 0                                                           | 2                                                           | 0                                                           |

### Participaciones en eliminatorias
| Clasificación de Conmebol para el Mundial 2022 – Sudamérica | Clasificación de Conmebol para el Mundial 2022 – Sudamérica | Clasificación de Conmebol para el Mundial 2022 – Sudamérica | Clasificación de Conmebol para el Mundial 2022 – Sudamérica | Clasificación de Conmebol para el Mundial 2022 – Sudamérica | Clasificación de Conmebol para el Mundial 2022 – Sudamérica | Clasificación de Conmebol para el Mundial 2022 – Sudamérica | Clasificación de Conmebol para el Mundial 2022 – Sudamérica |
| Fecha                                                       | Partido                                                     | Sede                                                        | Jornada                                                     | Amonestado                                                  | Otorgado · Otorgado otra vez · Expulsado                    | Expulsado                                                   | Anotado · Penal                                             |
| ----------------------------------------------------------- | ----------------------------------------------------------- | ----------------------------------------------------------- | ----------------------------------------------------------- | ----------------------------------------------------------- | ----------------------------------------------------------- | ----------------------------------------------------------- | ----------------------------------------------------------- |
| 9 de octubre de 2020                                        | Colombia 3 – 0 Venezuela                                    | Barranquilla                                                | Fecha 1                                                     | 3                                                           | 0                                                           | 0                                                           | 0                                                           |
| 10 de octubre de 2021                                       | Bolivia 1 – 0 Perú                                          | La Paz                                                      | Fecha 5                                                     | 5                                                           | 0                                                           | 1                                                           | 0                                                           |
| 28 de enero de 2022                                         | Venezuela 4 – 1 Bolivia                                     | Barinas                                                     | Fecha 15                                                    | 2                                                           | 0                                                           | 1                                                           | 0                                                           |
| Clasificación de Conmebol para el Mundial 2026 – Sudamérica |                                                             |                                                             |                                                             |                                                             |                                                             |                                                             |                                                             |
| Fecha                                                       | Partido                                                     | Sede                                                        | Jornada                                                     | Amonestado                                                  | Otorgado · Otorgado otra vez · Expulsado                    | Expulsado                                                   | Anotado · Penal                                             |
| 16 de noviembre de 2023                                     | Bolivia 2 – 0 Perú                                          | La Paz                                                      | Fecha 5                                                     | 6                                                           | 0                                                           | 0                                                           | 0                                                           |

### Participaciones en Copa Libertadores Sub-20
| Copa Libertadores Sub-20 de 2018 – Uruguay | Copa Libertadores Sub-20 de 2018 – Uruguay | Copa Libertadores Sub-20 de 2018 – Uruguay | Copa Libertadores Sub-20 de 2018 – Uruguay | Copa Libertadores Sub-20 de 2018 – Uruguay | Copa Libertadores Sub-20 de 2018 – Uruguay | Copa Libertadores Sub-20 de 2018 – Uruguay | Copa Libertadores Sub-20 de 2018 – Uruguay |
| Fecha                                      | Partido                                    | Sede                                       | Fase                                       | Amonestado                                 | Otorgado · Otorgado otra vez · Expulsado   | Expulsado                                  | Anotado · Penal                            |
| ------------------------------------------ | ------------------------------------------ | ------------------------------------------ | ------------------------------------------ | ------------------------------------------ | ------------------------------------------ | ------------------------------------------ | ------------------------------------------ |
| 11 de febrero de 2018                      | River Plate 1 – 0 La Equidad               | Montevideo                                 | Fase de grupos                             | 4                                          | 0                                          | 1                                          | 0                                          |
| 18 de febrero de 2018                      | Sport Huancayo 0 – 2 Colo-Colo             | Montevideo                                 | Fase de grupos                             | 2                                          | 0                                          | 0                                          | 0                                          |

## Estadísticas
| Competición                                                                | Organizador | Años  | PD  | Amonestado | Prom. | Expulsado | Prom. |
| -------------------------------------------------------------------------- | ----------- | ----- | --- | ---------- | ----- | --------- | ----- |
| Serie A de Ecuador                                                         | FEF–LigaPro | 2015– | 165 | 778        | 4,71  | 48        | 0,29  |
| Serie B de Ecuador                                                         | FEF–LigaPro | 2019– | 11  | 60         | 5,45  | 3         | 0,27  |
| Copa Ecuador                                                               | FEF         | 2019– | 3   | 11         | 3,67  | 0         | 0     |
| Supercopa de Ecuador                                                       | FEF         | 2020  | 1   | 7          | 7     | 0         | 0     |
| Copa Conmebol Libertadores                                                 | Conmebol    | 2019– | 11  | 40         | 3,64  | 5         | 0,45  |
| Copa Conmebol Sudamericana                                                 | Conmebol    | 2019– | 20  | 92         | 4,6   | 4         | 0,2   |
| Copa Conmebol Libertadores Sub-20                                          | Conmebol    | 2018  | 2   | 6          | 3     | 1         | 0,5   |
| Sudamericano Sub-20                                                        | Conmebol    | 2023  | 3   | 11         | 3,67  | 0         | 0     |
| Preolímpico Sub-23                                                         | Conmebol    | 2020  | 1   | 7          | 7     | 2         | 2     |
| Clasificación de Conmebol para la Copa Mundial de la FIFA                  | FIFA        | 2020– | 4   | 16         | 4     | 2         | 0,5   |
| Copa Mundial Sub-17                                                        | FIFA        | 2019  | 3   | 5          | 1,67  | 0         | 0     |
| Liga Profesional Saudí                                                     | SAFF        | 2023  | 3   | 6          | 2     | 0         | 0     |
| Total                                                                      | Total       | 2015– | 227 | 1039       | 4,58  | 65        | 0,29  |
| Datos actualizados al último partido arbitrado el 31 de diciembre de 2023. |             |       |     |            |       |           |       |